# Farol da Ponta de São Lourenço
O farol da ponta de São Lourenço ou farol de São Lourenço é um farol português que se localiza no ilhéu do Farol ou ilhéu de Fora, uma pequena ilha no extremo da peninsula de São Lourenço, a península mais oriental da ilha da Madeira, área protegida, constituindo a Reserva Parcial da Ponta de São Lourenço integrada no Parque Natural da Madeira. A localidade mais próxima é a vila do Caniçal, concelho de Machico.
O farol é constituído por uma torre octogonal em alvenaria de pedra com lanterna e galeria e edifício anexo. Edificio e torre com revestimento de azulejos brancos com bordaduras, empenas e cunhais pretos, em pedra basaltica; cúpula da lanterna, vermelha.
A sua construção decorreu entre 1867 e 1870, tendo entrado em funcionamento a 30 de setembro de 1870, sendo assim o farol mais antigo da Madeira.

## Outras informações
- Acessível somente por barco
- Local e farol encerrados ao público[2]